# Лі Чон Че
Лі Чон Че (кор. 이정재; нар. 15 грудня 1972) — південнокорейський актор і модель. Він дебютував як модель, а потім розпочав свою акторську кар'єру на телебаченні, зокрема в серіалі «Почуття» (1994) та культовій драмі «Пісочний годинник» (1995). Він виграв нагороду за найкращу чоловічу роль на кінопремії «Блакитний дракон» за фільм «Місто висхідного сонця» (1999). Отримав міжнародну відомість за головну роль Сон Гі Хуна у серіалі «Гра в кальмара».

## Особисте життя
У серпні 2008 року Лі отримав ступінь магістра на факультеті театрального та кіномистецтва Університету Дунгук у Вищій школі культурного мистецтва. Свій перший захід в театр він зробив у грудні того ж року, взявши на себе головну роль у «Гамлет у воді». Вистава йшла чотири дні в театрі Лі Хе-рана в його альма-матер.
Крім своєї акторської майстерності, Лі відомий тим, що відкрив мережу елітних італійських ресторанів у Сеулі, названу на честь його фільму «Il Mare». Вивчивши дизайн інтер'єру, він сам взяв на себе відповідальність за дизайн інтер'єрів своїх ресторанів. Лі також заснував у 2008 році компанію з побудови нерухомості Seorim C&D і володіє кількома компаніями з актором Чон У Соном, його найкращим другом з тих пір, як вони разом знялися у «Місті висхідного сонця». У травні 2016 року Лі та Чон заснували та стали генеральними директорами свого розважального лейблу під назвою «Artist Company».

### Проблема з законом
У 1999 році, Лі затримали за керування автомобілем у нетверезому стані, що призвело до зіткнення його BMW з автомобілем на сусідній смузі. Вміст алкоголю в його крові був 0.269%, після чого у нього були відібрані водійські права. У 2002 році його знову було затримано за керуванням у нетверезому стані поряд з початковою школою Чхондам та знову відібрано права.

### Стосунки
У січні 2015 року Лі зізнався, що зустрічається з Ім Се Рьонг. Перед тим він мав стосунки з акторкою та моделлю Кім Мін Хі.

## Фільмографія

### Телебачення
| Рік  | Заголовок             | Роль                | Мережа  | Прим.  |
| ---- | --------------------- | ------------------- | ------- | ------ |
| 1993 | «Вчитель динозаврів»  | Лі Чон Че           | SBS     |        |
| 1994 | «Самотня людина»      | Че Чжон             | KBS2    |        |
| 1994 | «Почуття»             | Хан Джун            | KBS2    |        |
| 1995 | «Кохання — Синє»      | На Че Сон           | SBS     |        |
| 1995 | «Пісочне скло»        | Пек Дже Хі          | SBS     |        |
| 1997 | «Равлик»              | Дон Чхоль           | SBS     |        |
| 1998 | «Білі ночі 3.98»      | Лі Йон Чжун         | SBS     |        |
| 2007 | «Повітряне місто»     | Кім Чі Сон          | MBC     |        |
| 2009 | «Потрійний»           | Шін Хвал            | MBC     |        |
| 2019 | «Начальник штабу»     | Чан Те Чжун         | JTBC    |        |
| 2021 | «Затримка правосуддя» | Чан Те Чжун (камео) | SBS     | [ 14 ] |
| 2021 | «Гра в кальмара»      | Сон Гі Хун          | Netflix | [ 15 ] |
| 2024 | «Гра в кальмара 2»    | Сон Гі Хун          | Netflix |        |
| 2024 | «Аколіт»              | Майстер Сол         | Disney+ |        |

### Фільми
| Рік  | Назва                                          | Роль                       |
| ---- | ---------------------------------------------- | -------------------------- |
| 1992 | «Молода людина»                                | Лі Хан                     |
| 1996 | «Альбатрос»                                    | Пьон Сан                   |
| 1997 | «Жар-птиця»                                    | Йон Хо                     |
| 1997 | «Батько проти сина»                            | Пак Су Хьок                |
| 1998 | «Роман»                                        | У Ін                       |
| 1998 | «Місто висхідного сонця»                       | Хон Кі                     |
| 1999 | «Повстання»                                    | Лі Чже Су                  |
| 2000 | «Інтерв'ю»                                     | Юн Сок                     |
| 2000 | «Будиночок біля моря»                          | Хан Сон Хьон               |
| 2000 | «Асако в рубінових туфлях»                     | У Ін                       |
| 2001 | «Останній подарунок»                           | Чон Йон Кі                 |
| 2001 | «МОБ 2025» (короткометражний фільм)            | Піль                       |
| 2001 | «Останній свідок»                              | детектив О                 |
| 2002 | «Над веселкою»                                 | Лі Чін Су                  |
| 2003 | «О! Брати»                                     | О Сан У                    |
| 2005 | «Тайфун»                                       | Се Чон                     |
| 2008 | «Випадковий гангстер і помилкова куртизанка»   | Чхон Дун                   |
| 2010 | «Доморобітниця»                                | Хун                        |
| 2012 | «Злодії»                                       | Поппі                      |
| 2013 | «Новий світ»                                   | Лі Ча Сон                  |
| 2013 | «Фізіогноміка»                                 | Лі Ю                       |
| 2014 | «Великий матч»                                 | Чхве Ік Хо                 |
| 2015 | «Вбивство»                                     | Им Сек Чжін                |
| 2016 | «Тік Ток» (південнокорейсько-китайський фільм) | Чан Чен Чжун               |
| 2016 | «Операція «Хроміт»»                            | Чан Хак Су                 |
| 2017 | «Воїни зорі»                                   | То У                       |
| 2017 | «З Богами: Два світи»                          | Йомра (спеціальна поява)   |
| 2018 | «Разом з богами: Останні 49 днів»              | Йомра (спеціальна поява)   |
| 2019 | «Сваха: Шостий палець»                         | пастор Пак                 |
| 2019 | «Продай своє кохання»                          | адвокат (спеціальна поява) |
| 2020 | «Визволи нас від зла»                          | Рей                        |
| 2022 | «Полювання»                                    | Пак Пьон Хо                |